# يو غينوي
يو غينوي (بالصينية: 于根伟) (مواليد 7 يناير 1974 في الصين) لاعب كرة قدم صيني دولي معتزل كان يجيد اللعب في خط الوسط.

## روابط خارجية
- يو غينوي على موقع الاتحاد الدولي (مؤرشف)  (الإنجليزية)
- يو غينوي على موقع قاعدة بيانات كرة القدم.إي يو (الإنجليزية)
- يو غينوي على موقع ناشيونال فوتبول تيمز (الإنجليزية)